# Валь-Мюштайр
Валь-Мюштайр (ромш. Val Müstair) — громада  в Швейцарії в кантоні Граубюнден, регіон Енджадіна-Басса/Валь-Мюштайр.

## Географія
Громада розташована на відстані близько 230 км на схід від Берна, 75 км на схід від Кура.
Валь-Мюштайр має площу 198,6 км², з яких на 1% дозволяється будівництво (житлове та будівництво доріг), 26,9% використовуються в сільськогосподарських цілях, 26,5% зайнято лісами, 45,6% не є продуктивними (річки, льодовики або гори).

## Демографія
2019 року в громаді мешкало 1437 осіб (-9,7% порівняно з 2010 роком), іноземців було 6,8%. Густота населення становила 7 осіб/км².
За віковим діапазоном населення розподілялося таким чином: 14,1% — особи молодші 20 років, 54,9% — особи у віці 20—64 років, 31% — особи у віці 65 років та старші. Було 674 помешкань (у середньому 2,1 особи в помешканні).
Із загальної кількості 1137 працюючих 135 було зайнятих в первинному секторі, 295 — в обробній промисловості, 707 — в галузі послуг.